# Amorphophallus sinuatus
Amorphophallus sinuatus là một loài thực vật có hoa trong họ Ráy (Araceae). Loài này được Hett. & V.D.Nguyen mô tả khoa học đầu tiên năm 2003.